# Шульга, Андрей Иванович
Андрей Иванович Шульга — советский хозяйственный и политический деятель.

## Биография
Родился в 1925 году в селе Макартетино. Член КПСС.
Участник Великой Отечественной войны: командир стрелкового взвода 1020-го стрелкового полка 269-й стрелковой дивизии.
В 1944—1951 гг. — комсомольский работник в Ворошиловградской области, первый секретарь Славяносербского райкома ЛКСМ Украинской ССР.
В 1968—1970 гг. — заведующий сельскохозяйственным отделом Киевского обкома КП Украинской ССР.
Заслуженный агроном Украинской ССР.
В 1970—1973 гг. — первый секретарь Киево-Святошинского райкома КП Украинской ССР.
Делегат XXIV съезда КПСС.
В 1973—1984 гг. — заместитель председателя Киевского облисполкома.
С 1984 года — персональный пенсионер союзного значения.
Жил в Киеве.

## Награды
- Орден Ленина (08.04.1971)
- Орден Отечественной войны I степени (06.04.1985)
- Орден Отечественной войны II степени (30.05.1951)
- Орден Красной Звезды (12.06.1968)